# Darryl Jones
Darryl Jones (f. 11. december 1961) der også kendt som “The Munch” er en amerikansk bassist, og han er højt agtet af både jazz- og rockmusikere.
Jones blev født i Chicago, Illinois. Han kom med i Miles Davis band i 1983, hvor han spillede på albums som Decoy og You’re under Arrest. Jones har arbejdet med jazz musiker som blandt andre John Scofield og Steps Ahead. Men han har også arbejdet sammen med popkunstnere som Sting, Peter Gabriel, Madonna og Eric Clapton.
Jones har spillet sammen med The Rolling Stones siden Bill Wymans afgang i 1993. Han er dog aldrig blevet officielt medlem af bandet.